# Planocephalosaurus
Planocephalosaurus is een geslacht van uitgestorven reptielen die leefden in het Laat-Trias. Fossielen van het geslacht werden gevonden in de Tecovas-formatie van Texas en het Magnesian Conglomerate of England.
Planocephalosaurus vertoonde een sterke gelijkenis met de bestaande tuatara, zij het veel kleiner, slechts twintig centimeter lang. Aangenomen wordt dat het wezen zich heeft gevoed met grote ongewervelde en kleine gewervelde dieren.

## Kenmerken
Deze hagedisachtige dieren kan men rekenen tot de eerste Sphenodontia. Ze hadden een lange staart waarmee ze zich ook in stilstaande wateren konden voortbewegen. Vooraan in de afgeronde bek zaten kielvormige tanden, terwijl achter in de kaak een rij kleine, scherpe tanden stond. De tanden waren sterk en de beet was krachtig. De neusopeningen zaten aan de voorkant op de bek. Dankzij de grote ogen konden de dieren ook in de schemering actief zijn.

### Gebit
Planocephalosaurus vertoont een zeer interessant gebit. Aanvankelijk werd aangenomen dat het via acrodonte tandengroei aan het bot was bevestigd, maar nadat dit exemplaar was blootgesteld aan röntgenfoto's, werd vastgesteld dat dit dier een combinatie van verschillende tandengroeitypes heeft. Net als bij de andere rhynchocephaliër Diphydontosaurus bezit het acrodonte tanden in het achterste deel van de kaak en pleurodonte tanden in het voorste deel. De tanden van Planocephalosaurus waren ook versmolten met het kraakbeen, in tegenstelling tot zijn enige bestaande familielid, de tuatara.

## Leefwijze
Het voedsel bestond uit insecten, wormen, slakken, en zelfs kleine hagedissen werden niet versmaad. Plantaardig voedsel stond ook op het menu, zij het in mindere mate.

## Vondsten
Fossielen van deze dieren werden gevonden in Engeland, Duitsland en Frankrijk.